# Desa Sukanagara (administrativ by i Indonesien, Jawa Barat, lat -7,58, long 107,79)
Desa Sukanagara är en administrativ by i Indonesien.   Den ligger i provinsen Jawa Barat, i den västra delen av landet, 180 km sydost om huvudstaden Jakarta.